# Nemesia dukagjinica
Espèce
Nemesia dukagjinica est une espèce d'araignées mygalomorphes de la famille des Nemesiidae.

## Distribution
Cette espèce est endémique du Kosovo. Elle se rencontre vers Veriq.

## Description
Le mâle holotype mesure 9,0 mm.

## Systématique et taxinomie
Cette espèce a été décrite par Geci et Sherwood en 2025.

## Étymologie
Son nom d'espèce lui a été donné en référence au lieu de sa découverte, la Dukagjin.

## Publication originale
- Geci, Ibrahimi, Strohmeier, Bilalli, Musliu, Kolbmüller & Sherwood, 2025 : « Trapdoor spiders of the family Nemesiidae Simon, 1889 (Araneae: Mygalomorphae) from Kosovo. » Arachnology, vol. 20, no 2, p. 281-286.